# Spaarlamp

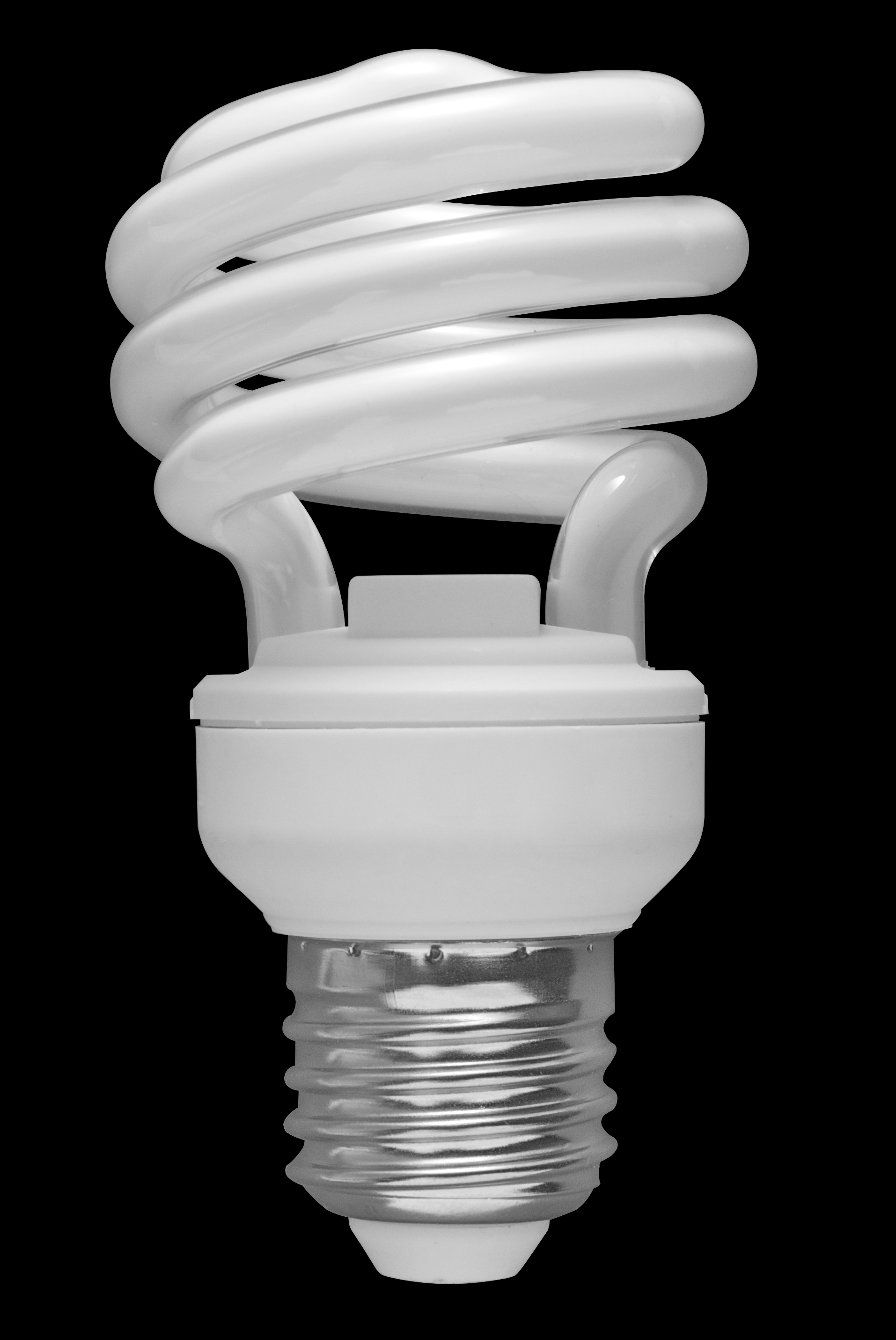
Spaarlamp met geïntegreerd voorschakelapparaat en Edison-schroefdraad E27

Een (energie)spaarlamp of compacte fluorescentielamp CFL is een in de jaren 70 ontwikkeld type lamp dat eind jaren 80 op de markt kwam. Spaarlampen zijn fluorescentielampen, dus een  gasontladingslamp, met net als tl-lampen een inductieve arbeidsfactor {\displaystyle \cos \phi } van 0,5 à 0,6. De ledlamp heeft in de praktijk de spaarlamp al vervangen.
De eerste generatie rond 1982 had met een gewone ballast de bijnaam 'dikke nek', maar was in verhouding duur en had geen significant hoger rendement dan de gloeilamp. Iets later volgde de spaarlamp met elektronische ballast met zijn bijnaam 'lange vingers'. De huidige, vierde generatie spaarlampen is goedkoper te produceren en heeft een hoger rendement.
In tegenstelling tot de pl-lamp waarbij het voorschakelapparaat in de armatuur zit, zijn bij de spaarlamp zowel voorschakelapparaat als starter ingebouwd.

## Algemene werking

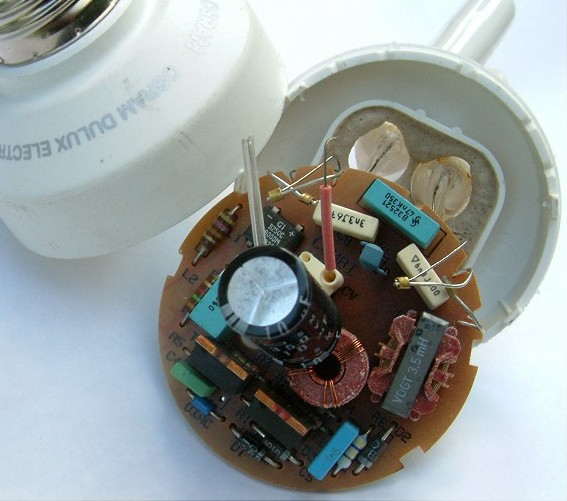
Elektronisch voorschakelapparaat van een compacte fluorescentielamp

Een spaarlamp is een gasontladingslamp. Het is een opgevouwen tl-lamp die in een normale fitting met Edison-schroefdraad past. Bij een spaarlamp gaat stroom door een buis die gevuld is met kwikdamp. Als een elektron uit die stroom tegen een kwikatoom botst, kan het daarbij een ander elektron uit zijn baan stoten. Bij het terugvallen van deze aangeslagen toestand naar de grondtoestand komt energie vrij in de vorm van ultraviolette straling.
De ultraviolette straling is onzichtbaar. Aan de binnenkant van de glaswand van een spaarlamp zit daarom een laagje poeder dat verschillende fluorescenties vertoont, en daarmee de uv-straling omzet in zichtbaar licht.

### Voorschakelapparaat
Het is voor het ontsteken van de verlichting een voorschakelapparaat nodig, maar dat neemt wanneer de lamp aan wordt gezet ook vermogen op. Zonder dit voorschakelapparaat zal de lamp niet gaan branden. De kosten die hiermee gemoeid gaan zijn niet afhankelijk van de tijd dat de lamp brandt maar van het aantal keren die wordt ingeschakeld.
Als de buis van de spaarlamp stuk is, wordt de hele lamp vervangen, inclusief het elektronische voorschakelapparaat. Dit onderdeel heeft eigenlijk een veel langere levensduur dan de buis zelf. Bij professionele spaarlampen voor gebruik in winkels, hotels enzovoorts, zit die ballast gescheiden van de lamp in het armatuur. De praktijk leert dat de elektronica het eerder laat afweten. Dit wordt meestal veroorzaakt doordat de condensatoren capaciteit verliezen. Een oorzaak daarvan zou kunnen zijn, dat de warmteontwikkeling van de lamp het vocht in de condensator doet opdrogen.

## Voordelen
| Lichtstroom | Vergelijking elektrisch vermogen | Vergelijking elektrisch vermogen | Vergelijking elektrisch vermogen | Vergelijking elektrisch vermogen |
| Lichtstroom | ledlamp                          | spaarlamp                        | gloeilamp                        | halogeenlamp                     |
| 50 lm       | 1 W                              |                                  | 7 W                              |                                  |
| 100 lm      | 1,2 W                            |                                  | 15 W                             |                                  |
| 150 lm      |                                  |                                  |                                  | 18 W                             |
| 200 lm      | 2 W                              | 5 W                              | 25 W                             |                                  |
| 300 lm      | 3 W                              |                                  |                                  | 28 W                             |
| 400 lm      | 4 W                              | 8 W                              | 40 W                             |                                  |
| 500 lm      | 5,5 W                            |                                  |                                  |                                  |
| 600 lm      | 6 W                              | 11 W                             |                                  | 42 W                             |
| 700 lm      |                                  | 13 W                             | 60 W                             |                                  |
| 800 lm      |                                  | 15 W                             |                                  |                                  |
| 850 lm      |                                  |                                  |                                  | 52 W                             |
| 900 lm      | 8 W                              | 16 W                             | 75 W                             |                                  |
| 1000 lm     | 11 W                             |                                  |                                  |                                  |
| 1100 lm     |                                  | 18 W                             |                                  |                                  |
| 1300 lm     |                                  | 22 W                             | 100 W                            | 70 W                             |
| 1500 lm     | 18 W                             | 25 W                             |                                  |                                  |
| 1800 lm     | 20 W                             | 28 W                             |                                  |                                  |
| 1900 lm     |                                  |                                  |                                  | 105 W                            |
| 2100 lm     |                                  | 33 W                             | 150 W                            |                                  |

Kwikbelasting van een spaarlamp versus een gloeilamp

- Lager energieverbruik: een gewone spaarlamp geeft drie tot vier keer meer licht per watt. Een gloeilamp van 40 W kan men vervangen door een spaarlamp van 9 tot 13 W. Een 100W-gloeilamp kan vervangen worden door een spaarlamp van 23 tot 30 W.[1]
- Langere levensduur: een gloeilamp gaat zo’n 1000 tot 1500 branduren mee. Veel spaarlampen halen 6000 tot 10.000 uur en sommige speciale duurdere uitvoeringen nog meer.
- Veel kleurvariaties in wit: door de samenstelling van het fluorescentiepoeder te veranderen, kunnen verschillende soorten wit verkregen worden, van roodachtig, 'warm', tot blauwachtig, 'koud', afhankelijk van de sfeer die men wil creëren. Er worden ook spaarlampen gemaakt zonder fluorescentiepoeder, die dus uv-licht uitstralen, voor desinfectie.
- Op twee manieren dimbaar: dimbare spaarlampen zijn, afhankelijk van het type, te dimmen door middel van een dimmer met faseaansnijding of door een aan/uit-schakelaar.[2] Dit laatste type kan niet traploos gedimd worden, maar beschikt over een aantal standen, bijvoorbeeld 100%, 66%, 33%, 5%. De stand wordt gekozen door de lamp snel aan en uit te schakelen.

## Nadelen
Spaarlampen zijn efficiënter dan gloeilampen, maar hebben ook een aantal nadelige eigenschappen:

### Kwik
Spaarlampen bevatten kwikdamp, een zwaar metaal, dat in het milieu terecht kan komen, dus in de voedselketen en een nadelig effect hebben op de volksgezondheid. Spaarlampen moeten daarom als ze kapot zijn worden verwerkt als klein chemisch afval. Hoewel harde cijfers ontbreken, wijst alles er op dat maar een klein deel van alle spaarlampen als chemisch afval aangeboden wordt, waardoor spaarlampen milieuschade tot gevolg hebben door het vrijkomen van kwik.
Indien een spaarlamp kapot valt op de grond dient men zeer voorzichtig te werk te gaan vanwege de kwikdamp. Om de kapotte spaarlamp op te ruimen mag men zeker geen stofzuiger gebruiken. Onder andere Philips en Osram werken aan spaarlampen waarin het kwik is vervangen door xenon. Spaarlampen met xenon kunnen wel bij het gewone afval gedaan worden. Xenon, een edelgas, is een goede geleider, al is de geleiding minder efficiënt dan bij kwikdamp. Hierdoor is meer energie nodig. Op milieutechnische gronden zal dan een afweging moeten worden gemaakt wat het zwaarst weegt.
De ledlamp heeft dit nadeel niet.

### Andere nadelen
- Het licht van een spaarlamp wordt door sommige mensen als onprettig ervaren. Dit komt doordat de fluorescerende laag van de spaarlamp maar een smal spectrum aan kleuren kan opwekken. Men kan wel meer soorten fluorescerend materiaal gebruiken om natuurlijk licht zo goed mogelijk na te bootsen, maar dat maakt de lamp weer duurder.
- Spaarlampen waren duur in aanschaf. Een deel van de hogere prijs werd veroorzaakt door EU-importheffingen ter bescherming van de Europese gloeilampenindustrie. De Europese Unie schafte deze importheffingen per 18 oktober 2008 af.
- Vergeleken met ledlampen worden spaarlampen erg heet. Ze verspillen dus energie aan warmte, doch minder dan traditionele gloeilampen of halogeenlampen.
- Veel in- en uitschakelen verkort de levensduur aanzienlijk, net zoals het maar kort aan laten staan van de lamp. Daardoor zijn de lampen minder geschikt voor bijvoorbeeld toilet-, gang-, douche- en slaapkamerverlichting.
- Spaarlampen kunnen niet tegen hoge temperaturen. Hierop moet goed gelet worden bij het vervangen van gloeilampen met spaarlampen. Gesloten armaturen zijn niet geschikt voor spaarlampen.
- Spaarlampen zijn, vooral wanneer ze erg warm zijn, breekbaar. Er komt wanneer ze breken kwik vrij en het geeft scherpe scherven. Vandaar dat het niet verstandig is om spaarlampen binnen bereik van kinderen op te hangen.
- Spaarlampen met een hoge lichtstroom hebben een grotere lengte dan traditionele gloeilampen. Ze passen dus niet in alle armaturen waar een gloeilamp wel in past. Het voorschakelapparaat zorgt ervoor dat spaarlampen soms aan de lange kant zijn.
- Bij de meeste spaarlampen duurt het even voordat de lamp op volle sterkte brandt, waardoor ze minder uitgeschakeld worden. Dit beperkt dan de besparing.
- Spaarlampen verliezen relatief snel hun maximale lichtopbrengst en branden al spoedig niet meer op volle sterkte.
- De spaarlamp geeft minder hitte af dan een gloeilamp. Hierdoor is het mogelijk dat een gemiddeld huishouden 2 tot 6 °C moet bijverwarmen.[3]
- Een mogelijk gevolg van het hogere rendement van spaarlampen is dat er niet minder stroom voor verlichting wordt verbruikt, maar er wel meer licht wordt geproduceerd met evenveel stroom.[4]

## Besparing
De volgende besparing is in theorie mogelijk.
|                                      | {\displaystyle \mathrm {aanschafkosten} }       | {\displaystyle +}                    | {\displaystyle \mathrm {stroomverbruik\times stroomprijs} }                                                       | {\displaystyle =} | {\displaystyle \mathrm {totaalkosten} }   |
|                                      | {\displaystyle \mathrm {8\times 0{,}59\,euro} } | {\displaystyle +}                    | {\displaystyle \mathrm {\left({\frac {60\,W}{1000}}\,kW\times 8000\,h\times 0{,}23\,{\frac {euro}{kWh}}\right)} } | {\displaystyle =} | {\displaystyle \mathrm {115{,}12\,euro} } |
|                                      | {\displaystyle \mathrm {1\times 4{,}95\,euro} } | {\displaystyle +}                    | {\displaystyle \mathrm {\left({\frac {13\,W}{1000}}\,kW\times 8000\,h\times 0{,}23\,{\frac {EUR}{kWh}}\right)} }  | {\displaystyle =} | {\displaystyle \mathrm {28{,}87\,euro} }  |
| {\displaystyle \mathrm {besparing} } | {\displaystyle \mathrm {besparing} }            | {\displaystyle \mathrm {besparing} } | {\displaystyle \mathrm {besparing} }                                                                              | {\displaystyle =} | {\displaystyle \mathrm {86{,}25\,euro} }  |

## Kleurcodes
- 29(-530) – warm wit
- 33(-640) – koel wit
- 25(-740) - neutraal wit
- 54(-765) - koel daglicht
- 827 – extra warm wit, huiskamer warmtint
- 830 – warm wit, winkel warmtint, kantoor
- 840 – koel wit, winkel wit, kantoor
- 865 – koel daglicht, daglicht wit
- 930 – warm wit – breed spectrum, winkel warmtint, kantoor
- 940 – koel wit – breed spectrum, winkel wit, kantoor
- 950 – daglicht – breed spectrum
- 965 – koel daglicht – breed spectrum, daglicht wit

De codetabellen zijn meestal afkomstig van de CIE, ISO met de NEN, en de ANSI

## Kleurtemperatuur
De kleurtemperatuur kan aangegeven worden in kelvin of mired, 1 miljoen gedeeld door de kleurtemperatuur in kelvin.
| kleurtemperatuur | kelvin      | mired     |
| ---------------- | ----------- | --------- |
| extra warmwit    | < 2700      | 370       |
| warmwit          | 2900 – 3000 | 333 – 345 |
| neutraal wit     | 4000        | 250       |
| koelwit          | > 5000      | 200       |

## Marktontwikkeling
Een nog efficiëntere techniek uit 1996 was het gebruik van zeldzame zoutverbindingen met fosfor in plaats van het fluorescerende poeder in lampen met metaalhalogenide, dus met hogedrukkwik. Het rendement van de spaarlamp steeg hierbij nog meer, maar de kostprijs ook. De MH-lamp kon als een nieuwe standaard worden gezien, al waren ze meer geschikt als vervanging van de wat grotere halogeenlampen, dan voor thuisgebruik. Vooral in winkels en openbare gebouwen waren deze soorten lampen aan te treffen, maar ze zijn inmiddels door de ledlamp vervangen.

## Verschillende spaarlampen

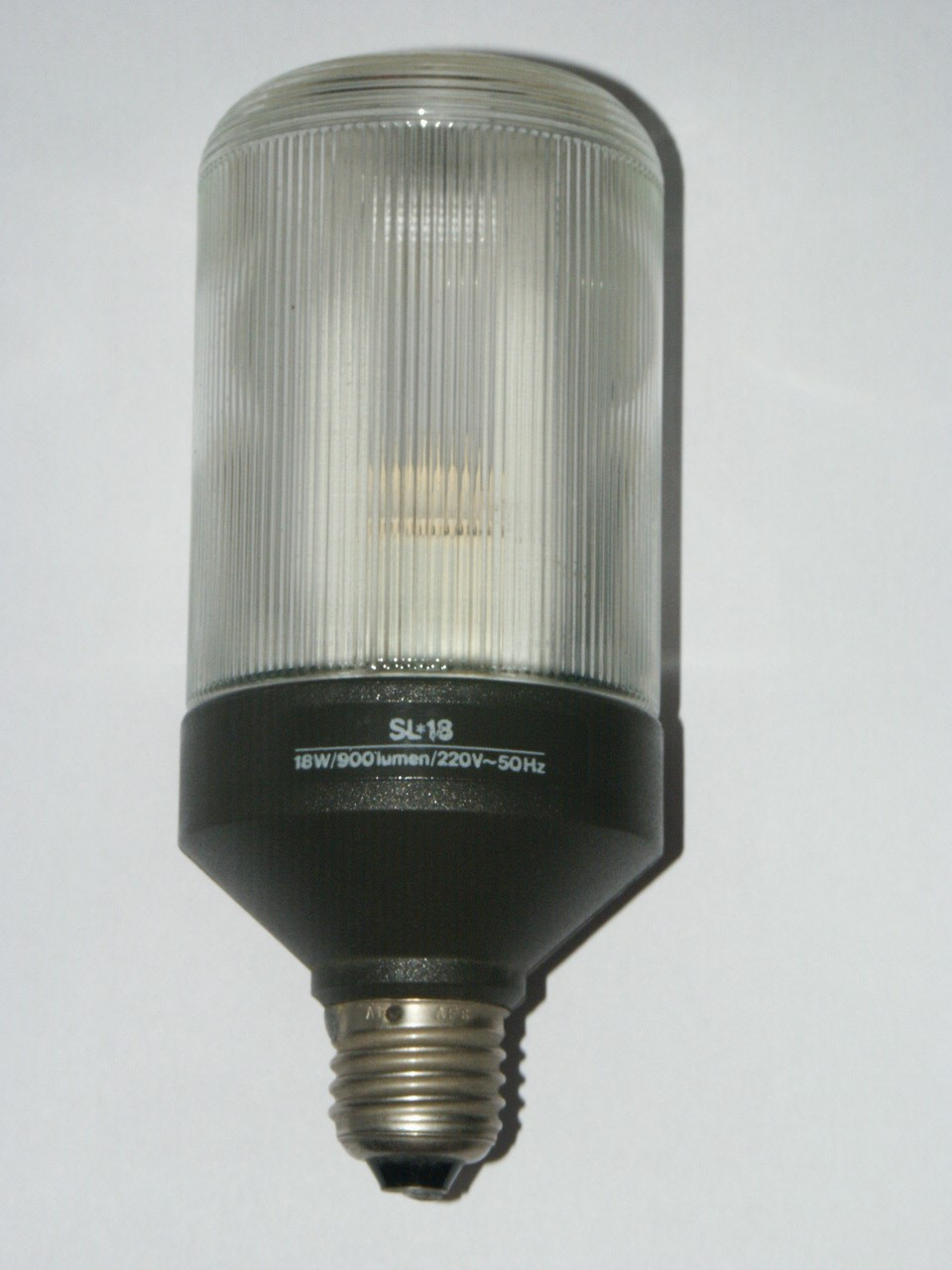
een van de oudste typen spaarlamp
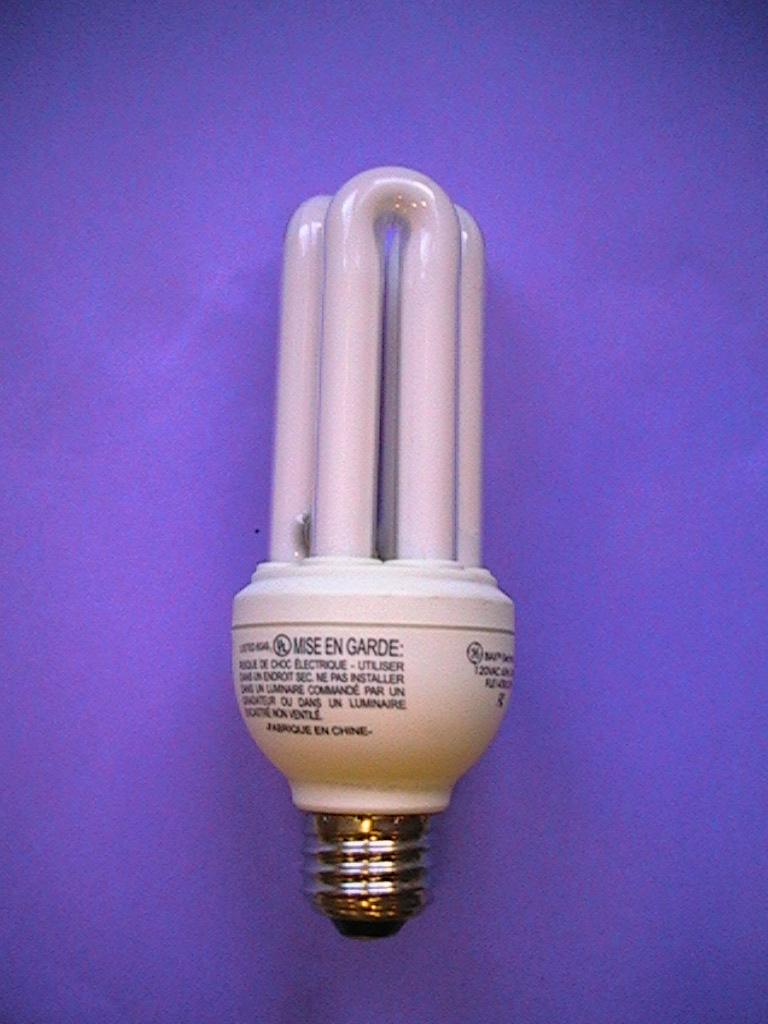
Biax of lineair
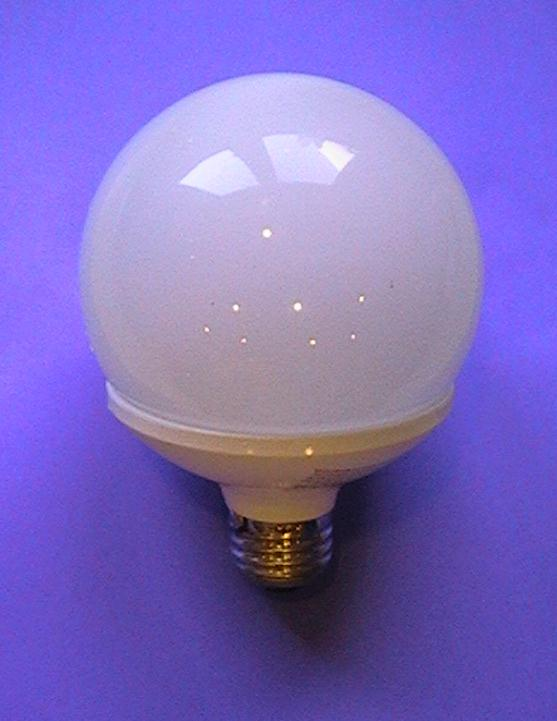
kogelrond
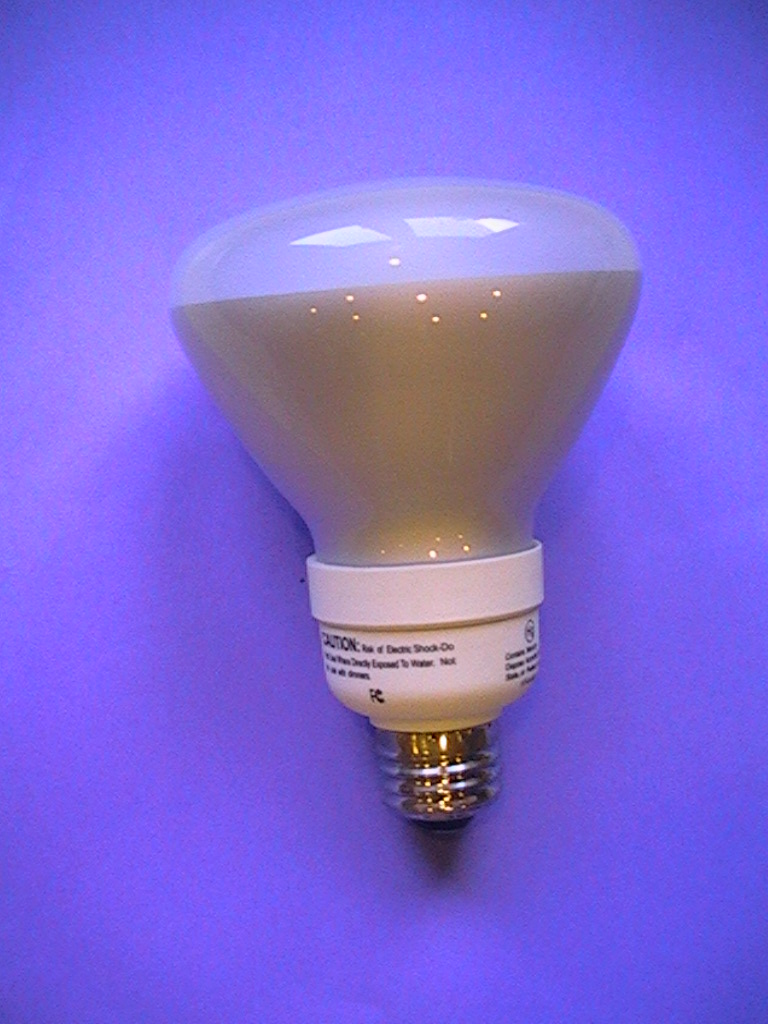
reflectorlamp
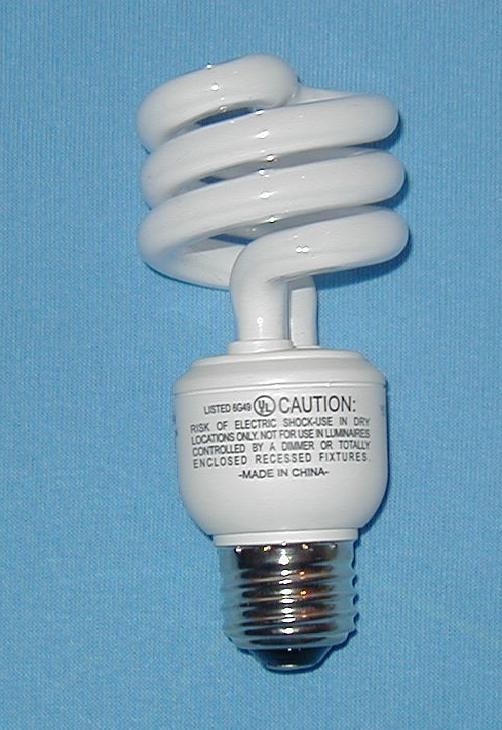
spiraal
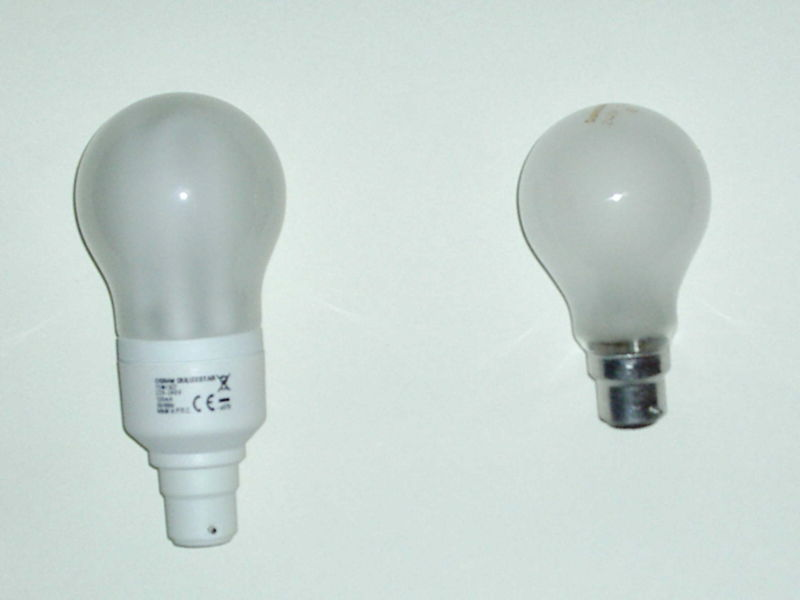
links een spaarlamp lijkend op een gloeilamp, rechts

argandse lamp ·
booglamp ·
carbidlamp ·
CCFL ·
davylamp ·
EEFL ·
elektrodeloze lamp ·
elektronenflitser ·
filmzon ·
flitser ·
fluorescentielamp ·
gaslicht ·
gasontladingslamp ·
gloeilamp ·
halogeenlamp ·
hefnerlamp ·
hogehelderheidsled ·
jablochkoff-kaars ·
kaars ·
kalklicht · 
knijpkat ·
kwiklamp ·
lantaarn ·
ledlamp ·
menglichtlamp ·
metaalhalidelamp ·
natriumlamp ·
neonlamp ·
nernstlamp ·
olielamp ·
petroleumlamp ·
spaarlamp ·
tl-buis ·
xenonlamp ·
zaklantaarn